# Телесна температура
Телесна температура је степен загрејаности организма, људи или животиња. Топлота у организму се ствара мишићним радом, асимилацијом хране и свим животним процеси који доприносе базалном метаболизму, а из организма губи радијацијом и вапоризацијом воде из дисајних путева и коже.
Телесну температуру одређује равнотежа између стварања и одавања топлоте. Пошто се брзина хемијских реакција мења са променом температуре и пошто ензимиски системи у организму имају оптимум деловања у уском распону температуре, нормално функционисање организма је у зависности од релативне константности телесне температуре.
Код хомеотермних животиња нормална температура на којој се организам одржава варира од врсте до врсте и у мањој мери од јединке до јединке. Код људи се сматра да нормална орална (усна) температура износи 37 °C, али је на великом броју нормалних младих одраслих особа установљена просечна јутарња орална телесна температура од 36,7 °C, са стандардном девијацијом од 0,2 °C. Због тога се код већине (95%) младих одраслих особа може очекивати да се јутарња орална температура креће од 36,3 °C – 37,1 °C (+,- 1,95 стандардна девијација).

## Физиологија регулације температуре
Уопштено, бескичмењаци не могу да контролишу своју телесну температуру па су због тога зависни од температуре своје околине. Код кичмењака су се развили механизми који одржавају телесну температуру подешавањем производње и одавања топлоте. Код рептила, амфибија и риба, механизми за подешавање су релативно рудиментарни па су ове врсте назване „хладнокрвним“ животињама (поикилотерми). Код птица и сисара „топлокрвне“ животиње (хомеотерми), низ рефлексних реакција примарно интегрисаних у хипоталамусу дејствују на начин да одрже телесну температуру унутар уских граница промена, упркос широким флуктуацијама температуре у спољашњој средини. Сисари презимари су делимично изузетак. Док су будни, они су хомеотерми, а у току хибернације њихова телесна температура пада.
Као и код других сисара, терморегулација је важан аспект људске хомеостазе. Тело човека топлоту највише генерише у дубоким органима, посебно у јетри, мозгу и срцу, и згрченим скелетним мишићима. Људи кроз еволутивни развој били су приморани да се адаптирају на велику разноврсност климе, укључујући ту и топло-влажну и топло-суву, а и данас то чине. Користећи моћне, савремене, техничке системе и још моћније понашање и знање, човек је успео да преживи и у екстремним условима боравка у космосу, док је био изложен широком температурном опсегу: од -110 °C (за време боравка на површини месеца) до +2.000 °C (ваздуха око Спејс шатла у току његовог повратка на земљу кроз густе слојеве њене атмосфере). Високе температуре представљају озбиљно напрезање за људско тело, стављајући га у велику опасност од озледа па чак и смрти. За људе, прилагођавање различитим климатским условима укључује не само физиолошке механизме које је он стеко кроз еволутивни развој, већ и свесно развијене механизме културне адаптације боравка у животној средини.
| Температурна класификација животиња | Температурна класификација животиња |
| Традиционална температурна класификација | Савремена температурна класификација Напомена: ова класификација је уведена зато што велики број врста одступа од критеријума традиционалне класификације. |
| --- | --- |
| - Хомеотерми Одржавају телесну температуру у уском опсегу (сисари 37-38 °C; птице близу 40 °C; неки бескичмењаци ...) - Поикилетерми Телесна температура варира у зависности од температуре спољашње средине | - Ендотерми Производе сопствену топлоту. У ову групу спада човек. - Ектотерми Ослањају се на топлоту из спољашње средине. - Хетеротерми Способни за различите степене ендотермички топлотне продукције, али генерално не регулишу телесну температуру у оквиру уског опсега |

## Нормална телесна температура
Нормална телесна температура човека се креће у распону од 36,3 °C – 37,1 °C (+,- 1,95 стандардна девијација), с тим што различити делови тела имају различиту температуру, која варира са температуром околине. Удови су углавном хладнији од осталих делова тела. Ректална (чмарна) температура представља унутрашњу температуру тела и најмање варира зависно од спољашње температуре. Нормално је орална (усна) температура за 0,5 °C нижа од оне у завршном цреву, али на њу могу да утичу многи фактори, као што су уношење топлих и хладних напитака, жвакање гуме и дисање на уста.
Нормална унутрашња температура код човека подлеже правилним дневним флуктуацијама од 0,5 °C – 0,7 °C. Код људи који спавају ноћу, а будни су по дану (чак и када мирно леже у постељи), најнижа је око 6 часова ујутру а највиша увече. Температура је најнижа у току спавања, мало виша у будном стању када је човек миран, а повећава се са активношћу.
Код жена поред дневних осцилација, постоји и месечни циклус промена телесне температуре који се карактерише порастом базалне температуре у време овулације.
Прецизност регулације телесне температуре зависи од животне доби и мање је прецизан код;
- Мале деце, код које нормална температура може бити за око 0,5 °C виша од нормалних вредности утврђених за одрасле, због лаког одавања топлоте.
- Најстаријих старосних група, због смањене брзине и ефикасности терморегулационих система.

Телесна температура се незнатно повећава и приликом емоционих узбуђења, вероватно због несвесног напињања мишића. Телесна температура је хронично повећана за око 0,5 °C када је интензитет метаболизма повећан, као у хипертиреози, а снижена је када је интензитет метаболизма снижен, као у микседему. Код неких здравих особа, температура је хронично изнад нормалног распона (констрикционална хипертермија).

## Стварање топлоте
Супстанце и фактори који могу да утичу на степен ћелијског метаболизма утичу и на степен загрејаности организма. То су:
- Унос хране
- Мишићни-физички рад
- Тиреоидни хормони, епинефрин и норепинефрин

Топлота тела потиче од енергије која настаје у току ћелијског дисања – или мноштва основних хемијских реакција - при којима се хемијска енергија из хране претвара у енергетске молекуле АТП и топлоту, и непрестано доприноси загревању организма. Зато сваки унос хране повећава стварање топлоте својим специфичним динамичким дејством.
Међутим главни извор топлоте је грчење (контракција) скелетних мишића, или физички рад.
Стварање топлоте могу мењати ендокрини механизми без обзира на унос хране и мишићни рад. Епинефрин и норепинефрин, изазивају брз али краткотрајан пораст продукције топлоте, док се пораст који изазива тироидни хормон развија спорије и траје дуже
Значајан извор топлоте код мале деце је посебна врста масног ткива, мрко масно ткиво, које се налази између лопатица и око њих и у другим деловима тела. То масно ткиво има интензивнији метаболизам а његова се функција упоређује са функцијом електричног покривача који се у домаћинству користи за загревање тела у хладним данима.
| Стварање и одавање телесне топлоте | Стварање и одавање телесне топлоте |
| Стварање/одавање топлоте           | Процеси |
| ---------------------------------- | --- |
| Стварање топлоте у телу            | - Процесима базалног метаболизма - Уносом хране (специфична динамичка акција) - Мишићним радом                                                                               |
| Одавање телесне топлоте            | - Радијацијом (зрачењем) или испаравањем (кондукцијом) (70% на 21 °C) - Испаравањем зноја (27% на 21 °C) - Дисањем (70% на 21 °C) - Измокравањем и дефекацијом (1% на 21 °C) |

## Изолациони систем тела
Кожа, поткожно ткиво са крвним судовима и наслаге масти у поткожном ткиву су топлотни изолатори тела. Маст је посебно важна јер је њена спроводљивост за топлоту само трећина спроводљивости других ткива.
Када крв из загрејаних унутрашњих органа не долази у кожу изолациона способност тела је здравог мушкарца износи отприлике, три четвртине изолационе способности најчешће употребљаване одеће. Код жена је изолација још боља. Што говори да степен изолације зависи од дебљине поткожног масног ткива (сваки милиметар масти чини да се човек осећа удобније у околини која је за један до два степена хладнија).
Како се топлота ствара у дубљим деловима тела, поткожна изолација представља битну заштитну меру у одржавању нормалне унутрашње температуре, иако допушта да се температура коже приближи температури околине.

## Одавање топлоте
Путеви којима се губи топлота из човековог тела наведени су на слици десно:
Радијација (зрачење) топлоте
У простору у коме влада нормална собна температура, наго тело емитује радијацијом (зрачењем) око 60% укупно одате топлоте.
Одавање топлоте радијацијом (зрачењем) по својој суштини је одавање топлоте у облику инфрацрвеног топлотног зрачења, које чини једна врста електромагнетских таласа.
Већина емитованих инфрацрвених зрака који зраче из тела има таласну дужину од 5 до 20 микрометара, што је 10 до 30 пута више од таласне дужине светлосних зрака. Сва тела која имају температуру већу од апсолутне нуле емитују топлотно зрачење. Зато људско тело зрачи топлотне зраке у свим правцима. Међутим топлотне зраке емитују и зидови и други предмети у непосредном окружењу тела. Ако је температура тела виша од температуре околине, већа количина топлоте зрачи из тела према околини него према телу.
Кондукција (преношење) топлоте
Директним преношењем топлоте са површине тела на друге предмете (нпр столицу или кревет) одаје се само незнатна количина топлоте (око 3%). Ако на столицу седне нага особа, из његовог тела ће се топлота брзо пренети на столицу и за неколико минута ће се изједначити температура столице и његовог тела. Истовремено столица постаје и изолатор који спречава даље значајније одавање топлоте из тела особе која седи на њој.
Конвекција топлоте
Одвођење топлоте из тела струјањем ваздуха обично се назива »одавање топлоте конвекцијом«. Овим механизмом топлота се прво мора пренети на ваздух, а затим се конвекцијским струјањем одводи даље. Незнатно струјање, готово увек постоји у близини тела, јер ваздух који додирује кожу тежи да се са ње издигне чим се загреје. Зато потпуно голо тело, у умерено загрејаној просторији, без јачег струјања ваздуха губи око 12% сопствене топлоте, због одвођења у ваздух те због конвекцијског струјања ваздуха.
- Расхлађивање ветром

Када је тело изложено ветру слој ваздуха који се налази у непосредној близини коже, надопуњује се новим ваздухом много брже него иначе, па се губитак топлоте одвођењем зато повећава. Ако је брзина ветра мала, учинак на одавање топлоте приближно је пропорционалан другом корену брзине ветра (нпр. ветар брзине од око 4 км/час расхлађује отприлике два пута интензивније од ветра брзине 1 км/час.
- Кондукција и конвекција топлоте из тела у води.

Евапорација (испаравање) топлоте
Кад вода испарава са површине тела са сваким грамом испарене воде ода се око 2,4 кЈ топлоте. Са површине коже и из плућа неприметно испари око 0,6 литара воде на дан. Овим процесом из тела се непрекидно ода око 50 до 60 кЈ топлоте на сат. Ово неосетно испаравање воде кроз кожу и плућа организам не може контролисати у циљу регулације температуре, јер настаје услед непрекидне дифузије молекула воде кроз кожу и кроз респирацијске површине без обзира на површину тела. Међутим регулацијом знојења одавање топлоте испаравањем може се регулисати.
Испаравање као нужан механизам за расхлађивање при врло високим температурама. Радијацијом и кондукцијом се топлота одаје из тела радијацијом и кондукцијом, докле год је температура виша од температуре околине. Али када је температура околине више виша од температуре коже тело не одаје топлоту радијацијом и кондукцијом него је прима. У таквим условима је испаравање је једини начин на који се тело може ослободити топлоте. Зато било који чинилац који спречава испаравање када је температура околине виша од температуре коже узрокује да температура тела расте.
Кожа
Количина топлоте која се губи преко коже одређена је протоком крви кроз крвне судове коже и активношћу знојних жлезди. Количина топлоте која стиже у кожу из дубљих ткива може се мењати променама протока крви кроз крвне судове коже што утиче на количину топлоте која се губи из тела путем три основна процеса одавања топлоте: зрачењем (радијацијом), провођењем (кондукцијом) и прелазом (конвекцијом).
Проток крви кроз кожу регулише се променом пречника артериолаа дермиса;
- Вазоконстрикција(мањи пречник артериола) смањује проток крви и одавање топлоте у спољашњу средину, јер се топлота задржава у унутрашњости организма,
- Вазодилатација (увећан пречник артериола) повећава проток крви ка површини тела и губитак топлоте у спољну средину.

Када се догоди да нека особа има урођене недостатке знојних жлезда, она је у стању да лако поднесе ниске температуре једнако успешно као и нормална особа, али зато у тропским крајевима може умрети од топлотног удара, јер без система за расхлађивање испаравањем воде, не може спречити пораст температуре тела, када је температура околине виша од температуре тела.
Респираторни систем
Испаравање воде из дисајних путева код људи изазива благи губитак топлоте - којим се губи око 13% створене топлоте у телу. Међутим, код многих животиња, посебно оних који не продукују зној, примарни начин за одавање топлоте из тела је испаравање воде са слузокоже уста и респираторног тракта (нпр. дахтање код пса). Испаравањем 1 грама воде, на овај начин се одстрањује из тела око 0,6 kcal топлоте.
Уринарни и дигестивни тракт

## Механизми животиња за регулацију температуре
| Механизми које животиње користе за регулацију размене топлоте са околином                                                                                    | Механизми које животиње користе за регулацију размене топлоте са околином                                                                     |
| Контрола понашањем | Аклиматизација |
| --- | --- |
| Премештање на место где је температура приближна оптималној (нпр. пустињска веверица се повлачи у склониште за време дневних врућина, а ноћу излази из њега) | Промене које се спорије испољавају (нпр. промене у рожном покривачу или поткожном ткиву; промене метаболизма у капацитету продукције топлоте) |

## Механизми за регулацију телесне температуре
| Механизми за регулацију телесне температуре                                              | Механизми за регулацију телесне температуре |
| Механизми које активира хладноћа                                                         |                                             |
| ---------------------------------------------------------------------------------------- | ------------------------------------------- |
| - Дахтање - Глад - Појачана вољна активност - Појачано лучења норадреналина и адреналина | Повећавају стварање топлоте                 |
| - Вазоконстрикција у кожи - Стискање - Јежење                                            | Смањује губитак топлоте                     |
| Механизми које активира топлота                                                          |                                             |
| - Вазодилатација у кожи - Знојење - Појачано дисање                                      | Повећавају губитак топлоте                  |
| - Анорексија - Апатија и инерција                                                        | Смањују стварање топлоте                    |